# Ostřice bílá
Ostřice bílá (Carex alba) je druh jednoděložné rostliny z čeledi šáchorovité (Cyperaceae).

## Popis
Jedná se o rostlinu dosahující výšky nejčastěji 10–30 cm. Je vytrvalá a řídce trsnatá d plazivými oddenky a výběžky. Listy jsou střídavé, přisedlé, s listovými pochvami. Lodyha je delší než listy, nahoře trochu drsná, tupě trojhranná. Čepele jsou asi 0,5–1,5 mm široké, trochu žlábkovité a později štětinovitě svinuté, stálezelené. Pochvy dolních listů jsou žlutohnědé až světle hnědé, nerozpadavé. Ostřice bílá patří mezi různoklasé ostřice, nahoře jsou klásky čistě samčí, dole čistě samičí. Samčí klásek bývá pouze jeden, samičí jsou většinou 1–3, dolní je na cca 1–3 cm dlouhé stopce. Samičí klásky obsahují jen 3–7 květů a za zralosti přesahují samčí klas. Listeny jsou bezčepelné, redukované pouze na pochvy. Okvětí chybí. V samčích květech jsou zpravidla 3 tyčinky. Čnělky jsou většinou 3. Plodem je mošnička, která je asi 3,5–4 mm dlouhá, nezralá je zelená, za zralosti tmavě hnědá až černohnědá, matná, s vyniklými žilkami, zobánek je krátký, šikmo uťatý. Každá mošnička je podepřená plevou, která je bělomázdřitá, jen střední žebro je zelené. V ČR kvete nejčastěji v březnu až v květnu. Počet chromozómů: 2n=54.

## Rozšíření
Ostřice bílá roste hlavně ve střední a jižní Evropě, na východ její výskyt zasahuje až na Sibiř.

## Rozšíření v Česku
V ČR je to velmi vzácný a kriticky ohrožený druh flóry ČR, kategorie C1. Jeho vzácnost je však způsobena hlavně výskytem na okraji areálu, hojnější je ve slovenských Karpatech a v nižších polohách severních vápencových Alp. V ČR je nejvíce lokalit je v Bílých Karpatech (např. PP Kalábová), v Čechách roste jen u Sušice. Najdeme ji ve světlých lesích a na křovinatých stráních, většinou na bazických podkladech.